# Persone di cognome Schwartz
| Questa pagina contiene informazioni ricavate automaticamente dalle voci biografiche con l'ausilio del template Bio e di un bot. L'aggiornamento è periodico e automatico e ricostruisce completamente la pagina. Se manca una persona in questa lista, sei pregato di non aggiungerla, ma accertati piuttosto che la sua voce biografica contenga il template Bio e che i dati anagrafici siano correttamente compilati. Se il template Bio manca, inseriscilo tu stesso o, in alternativa, metti l'avviso {{tmp\|Bio}} che ne segnala la mancanza. Se i dati riportati sono sbagliati, correggi direttamente la voce biografica; le modifiche saranno visibili in questa lista entro pochi giorni. Per chiarimenti vedi il progetto antroponimi. La lista contiene solo le 55 persone che sono citate nell'enciclopedia e per le quali è stato implementato correttamente il template Bio. Pagina aggiornata al 23 lug 2025. |

Questa è una lista di persone presenti nell'enciclopedia che hanno il cognome Schwartz, suddivise per attività principale.

## Allenatori di calcio(2)
- Elek Schwartz, allenatore di calcio e calciatore rumeno (Timișoara, n. 1908 - Haguenau, † 2000)
- Alois Schwartz, allenatore di calcio tedesco (Nürtingen, n. 1967)

## Architetti(1)
- Martha Schwartz, architetto statunitense (Filadelfia, n. 1950)

## Artiste(1)
- Lillian Schwartz, artista, scultrice e scrittrice statunitense (Cincinnati, n. 1927 - New York, † 2024)

## Astronomi(1)
- Michael Schwartz, astronomo statunitense (n. 1950)

## Attori(4)
- Tony Curtis, attore statunitense (New York, n. 1925 - Henderson, † 2010)
- Adrián Suar, attore argentino (New York, n. 1968)
- Ben Schwartz, attore, comico e sceneggiatore statunitense (New York, n. 1981)
- Magic Schwarz, attore statunitense

## Attrici(1)
- Florence Stanley, attrice statunitense (Chicago, n. 1924 - Los Angeles, † 2003)

## Batteristi(1)
- Jon Schwartz, batterista statunitense (Chicago, n. 1956)

## Calciatori(4)
- Alexandru Schwartz, calciatore rumeno (Târgu Mureș, n. 1909 - Arad, † 1994)
- Hans Schwartz, calciatore tedesco (n. 1913 - † 1991)
- Imanuel Schwartz, calciatore israeliano (Haifa, n. 1957 - † 2011)
- Ronnie Schwartz, calciatore danese (Ulsted, n. 1989)

## Cestisti(5)
- Bob Schwartz, cestista statunitense (Madison, n. 1919 - Tucson, † 1995)
- Mike Schwartz, ex cestista statunitense (Chicago, n. 1949)
- Shuki Schwartz, ex cestista israeliano (Kiryat Motzkin, n. 1954)
- Loïc Schwartz, cestista belga (Bruxelles, n. 1992)
- Tim Schwartz, ex cestista tedesco (Kirchheimbolanden, n. 1987)

## Chitarristi(1)
- Thornel Schwartz, chitarrista statunitense (Filadelfia, n. 1927 - Filadelfia, † 1977)

## Compositori(2)
- Arthur Schwartz, compositore e produttore cinematografico statunitense (Brooklyn, n. 1900 - Kintnersville, † 1984)
- David Schwartz, compositore statunitense

## Condottieri(1)
- Martin Schwartz, condottiero tedesco (Augsburg - East Stoke, † 1487)

## Dirigenti sportivi(1)
- Ebbe Schwartz, dirigente sportivo danese (Skagen, n. 1901 - Copenaghen, † 1964)

## Disc jockey(1)
- Mix Master Mike, disc jockey statunitense (San Francisco, n. 1970)

## Economiste(1)
- Anna Schwartz, economista statunitense (New York, n. 1915 - New York, † 2012)

## Filologi(1)
- Eduard Schwartz, filologo classico tedesco (Kiel, n. 1858 - Monaco di Baviera, † 1940)

## Fisici(1)
- Melvin Schwartz, fisico statunitense (New York, n. 1932 - Twin Falls, † 2006)

## Fisiologhe(1)
- Neena Schwartz, fisiologa, sessuologa e attivista statunitense (Baltimora, n. 1926 - Evanston, † 2018)

## Fotografe(1)
- Barbara Ess, fotografa, musicista e curatrice editoriale statunitense (Brooklyn, n. 1944 - Elizaville, † 2021)

## Ginecologi(1)
- Jakob Heinrich Hermann Schwartz, ginecologo tedesco (Itzehoe, n. 1821 - Gottinga, † 1890)

## Ginnasti(1)
- Charles Schwartz, ginnasta e multiplista statunitense

## Giocatori di football americano(3)
- Anthony Schwartz, giocatore di football americano e ex velocista statunitense (Pembroke Pines, n. 2000)
- Jim Schwartz, ex giocatore di football americano e allenatore di football americano statunitense (Halethorpe, n. 1966)
- Mitchell Schwartz, ex giocatore di football americano statunitense (Pacific Palisades, n. 1989)

## Matematici(2)
- Jacob Schwartz, matematico e informatico statunitense (n. 1930 - † 2009)
- Laurent Schwartz, matematico francese (Parigi, n. 1915 - Parigi, † 2002)

## Naturalisti(1)
- Albert Schwartz, naturalista e zoologo statunitense (Cincinnati, n. 1923 - Miami, † 1992)

## Nuotatori(1)
- Albert Schwartz, nuotatore statunitense (Chicago, n. 1907 - Los Angeles, † 1986)

## Nuotatrici(1)
- Andrea Schwartz, ex nuotatrice canadese (Winnipeg, n. 1977)

## Pallanuotisti(2)
- Heiko Schwartz, pallanuotista tedesco (Norden, n. 1911 - Sennestadt, † 1973)
- Robert Schwartz, ex pallanuotista sudafricano (Johannesburg, n. 1939)

## Parolieri(1)
- Stephen Schwartz, paroliere e compositore statunitense (New York, n. 1948)

## Pittori(1)
- Christoph Schwartz, pittore tedesco (Ingolstadt, n. 1548 - Monaco di Baviera, † 1592)

## Presbiteri(1)
- Anton Maria Schwartz, presbitero austriaco (Baden, n. 1852 - Vienna, † 1929)

## Registi(1)
- John Alan Schwartz, regista cinematografico e sceneggiatore statunitense (New York, n. 1952 - Topanga, † 2019)

## Sceneggiatori(3)
- Josh Schwartz, sceneggiatore, regista e produttore televisivo statunitense (Providence, n. 1976)
- Mike Schwartz, sceneggiatore, produttore televisivo e attore statunitense (Boston)
- Robert Towne, sceneggiatore, regista e produttore cinematografico statunitense (Los Angeles, n. 1934 - Los Angeles, † 2024)

## Scrittori(2)
- Delmore Schwartz, scrittore statunitense (New York, n. 1913 - New York, † 1966)
- Raymond Schwartz, scrittore e esperantista francese (Metz, n. 1894 - Villepinte, † 1973)

## Scrittrici(1)
- Athalia Schwartz, scrittrice e giornalista danese (Copenaghen, n. 1821 - Copenaghen, † 1871)

## Tenniste(1)
- Barbara Schwartz, ex tennista austriaca (Vienna, n. 1979)

## Teologi(1)
- Peter Schwartz, teologo tedesco (Kaalen an der Eger - Budapest)